# Bisdom Lages
Het bisdom Lages (Latijn: Dioecesis Lagensis) is een rooms-katholiek bisdom met als zetel Lages, in Brazilië. Het bisdom is suffragaan aan het aartsbisdom Florianópolis.

## Geschiedenis
Het bisdom werd opgericht op 17 januari 1927, uit delen van het bisdom Florianópolis.

## Parochies
Het bisdom had in 2021 een oppervlakte van 18.207 km2 en telde 404.740 inwoners waarvan 85,5% rooms-katholiek was.

## Bisschoppen
- Daniel Henrique Hostin (2 augustus 1929 - 17 november 1973)
  - Alfonso Niehues (coadjutor: 8 januari 1959 - 3 augustus 1965)
  - Carlos Stanislaus Schmitt (hulpbisschop: 5 april 1970 - 20 februari 1973)
- Honorato Piazera (17 november 1973 - 18 februari 1987; coadjutor sinds 12 februari 1966)
- João Oneres Marchiori (18 februari 1987 - 11 november 2009; coadjutor sinds 18 april 1983)
- Irineu Andreassa (11 november 2009 - 30 november 2016)
  - José Nelson Westrupp (apostolisch administrator: 4 februari 2017 - 17 maart 2018)
- Guilherme Antônio Werlang (7 februari 2018 - heden)

Florianópolis (aartsbisdom) · Blumenau · Caçador · Chapecó · Criciúma · Joaçaba · Joinville · Lages · Rio do Sul · Tubarão